# هایتوگراف
هایتوگراف (hyetograph): نموداری استوانه‌ای (هیستوگرام) که در آن محور افقی  فواصل زمانی و  محور عمودی  مقدار بارندگی در هر یک از فواصل زمانی باشد.